# Poroniec (polana)
Poroniec – położona na wysokości około 1020–1070 m polana na Wierchporońcu na Pogórzu Bukowińskim. Znajduje się pod jego bardzo rozległym i płaskim szczytem, nad górnym biegiem potoku Poroniec, blisko jego źródeł, a na północ od Drogi Oswalda Balzera.
Nazwa polany pochodzi od nazwy potoku Poroniec. Jest to duża polana. Dawniej stały na niej szopy pasterskie, obecnie już ich brak. Administracyjnie należy do wsi Bukowina Tatrzańska, ale znajduje się w obrębie Tatrzańskiego Parku Narodowego i podlega jego zarządowi. Nieużytkowana zarasta lasem.
Polankę Wierzch Poroniec wymienia konsens króla Polski Augusta II Mocnego z 1699 r. Od dawna należała ona do sołectwa Gronie. 